# الیور ناسن
الیور ناسن (انگلیسی: Oliver Naesen؛ زادهٔ ۱۶ سپتامبر ۱۹۹۰) دوچرخه‌سوار اهل بلژیک است.
از باشگاه‌هایی که در آن بازی کرده‌است می‌توان به آی‌ای‌ام سایکلینگ، اسپورت فلاندر-بالوزه، تیم لوتو–سودال، و آژ۲آر لا موندیال اشاره کرد.